# Ramscappelle Road Military Cemetery
Ramscappelle Road Military Cemetery is een Britse militaire begraafplaats met gesneuvelden uit de Eerste Wereldoorlog, gelegen in het Belgische dorp Sint-Joris. De begraafplaats werd ontworpen door Edwin Lutyens en wordt onderhouden door de Commonwealth War Graves Commission. Het terrein heeft een oppervlakte van zo'n 3.370 m². De begraafplaats ligt ruim een halve kilometer ten westen van het dorpscentrum van Sint-Joris en 1,150 km ten oosten van de kerk van Nieuwpoort, aan het kruispunt van de Brugse Steenweg (N367) richting Nieuwpoort en de Ramskapellestraat (N356). Aan de westkant staat het Cross of Sacrifice en aan de oostkant de Stone of Remembrance. 
Er worden 843 doden herdacht, waarvan 314 niet geïdentificeerde.

## Geschiedenis
Nieuwpoort, Sint-Joris en Ramskapelle lagen tijdens de oorlog aan het IJzerfront. Gedurende de hele oorlog stond hier vooral het Belgisch leger tegenover de Duitsers aan de overkant van de IJzer. Van juni tot november 1917 hield het Britse 15de korps van de kust tot Sint-Joris de frontlijn. Vooral in juli en augustus werden Britse gesneuvelden in deze begraafplaats bijgezet. Na de oorlog werd ze uitgebreid met meer dan 700 graven uit andere begraafplaatsen in de omgeving. Deze ontruimde begraafplaatsen waren Boitshoucke Churchyard in Booitshoeke, Ghistelles German Cemetery in Gistel, Middelkerke German Cemetery in Middelkerke, Nieuport Military Cemetery en Rubber House Cemetery in Nieuwpoort, Nieuport-Bains Military Cemeteries No. 1, No. 2 & No. 3, Oost-Dunkerke, Oost-Dunkerke Churchyard en Oost-Dunkerke-Bains British Cemetery in Oostduinkerke, St. Ricquiers Belgian Military Cemetery in Sint-Rijkers.
Er liggen nu 830 Britten (waarvan 312 niet geïdentificeerde), 8 Australiërs, 2 Canadezen, 1 Zuid-Afrikaan en 2 niet geïdentificeerde Duitsers. Twee doden worden herdacht met Special Memorials omdat hun graven niet meer gelokaliseerd konden worden, en men aanneemt dat ze zich onder de naamloze graven bevinden. Een aantal grafzerken vermelden de bijkomende tektst: Buried near this spot of Believed to be buried near this spot, omdat men weet dat ze hier begraven werden maar hun lichamen niet meer teruggevonden werden. Zesentwintig slachtoffers, die oorspronkelijk in de omgeving van Nieuwpoort werden begraven, worden herdacht met een Duhallow Block omdat hun graven onvindbaar waren nadat ze waarschijnlijk door artillerievuur vernietigd werden.
De Belgische militairen die hier lagen werden overgebracht naar de Belgische militaire begraafplaats van De Panne. De 380 Franse gesneuvelden uit de periode 1914-1915, die hier eveneens begraven waren, werden na de oorlog door de Franse autoriteiten naar elders overgebracht.
Deze begraafplaats werd in 2009 als monument beschermd.

## Graven

### Onderscheiden militairen
- Harold Thomas Mellings, kapitein bij de Royal Air Force werd tweemaal onderscheiden met het Distinguished Service Cross (DSC and Bar) en met het Distinguished Flying Cross (DFC). Hij was 18 jaar toen hij sneuvelde op 22 juli 1918.[4]
- L. A. Ashfield, luitenant bij de Royal Air Force werd onderscheiden met het Distinguished Flying Cross (DFC).
- George Everard Hope, luitenant-kolonel bij de Grenadier Guards, H. E. H. Clayton-Smith, kapitein bij de King's Own Yorkshire Light Infantry en George Edward Tiffany, regiment sergeant-majoor bij de Duke of Wellington's (West Riding Regiment) ontvingen het Military Cross (MC).
- Ernest Alfred Hobbs, matroos bij de Royal Navy werd onderscheiden met de Distinguished Service Medal (DSM).
- sergeant Walter Scott Milne, korporaal O.B. Cawood en soldaat H. Kynman ontvingen de Military Medal (MM).

### Alias
- soldaat John Charles Spalding diende onder het alias John C. Wade bij de King's Own Yorkshire Light Infantry.